# Corby (cratera)
Corby é uma cratera marciana. Tem como característica 6.7 quilômetros de diâmetro. Deve o seu nome a Corby, uma cidade da Inglaterra, no Reino Unido.